# James William Gibson
Pour les articles homonymes, voir Gibson et James Gibson.
James William Gibson, né le 21 octobre 1877 à Salford et mort en septembre 1951, est un homme d'affaires britannique qui a été propriétaire du club de football Manchester United de 1931 jusqu'à sa mort en 1951.

## Biographie

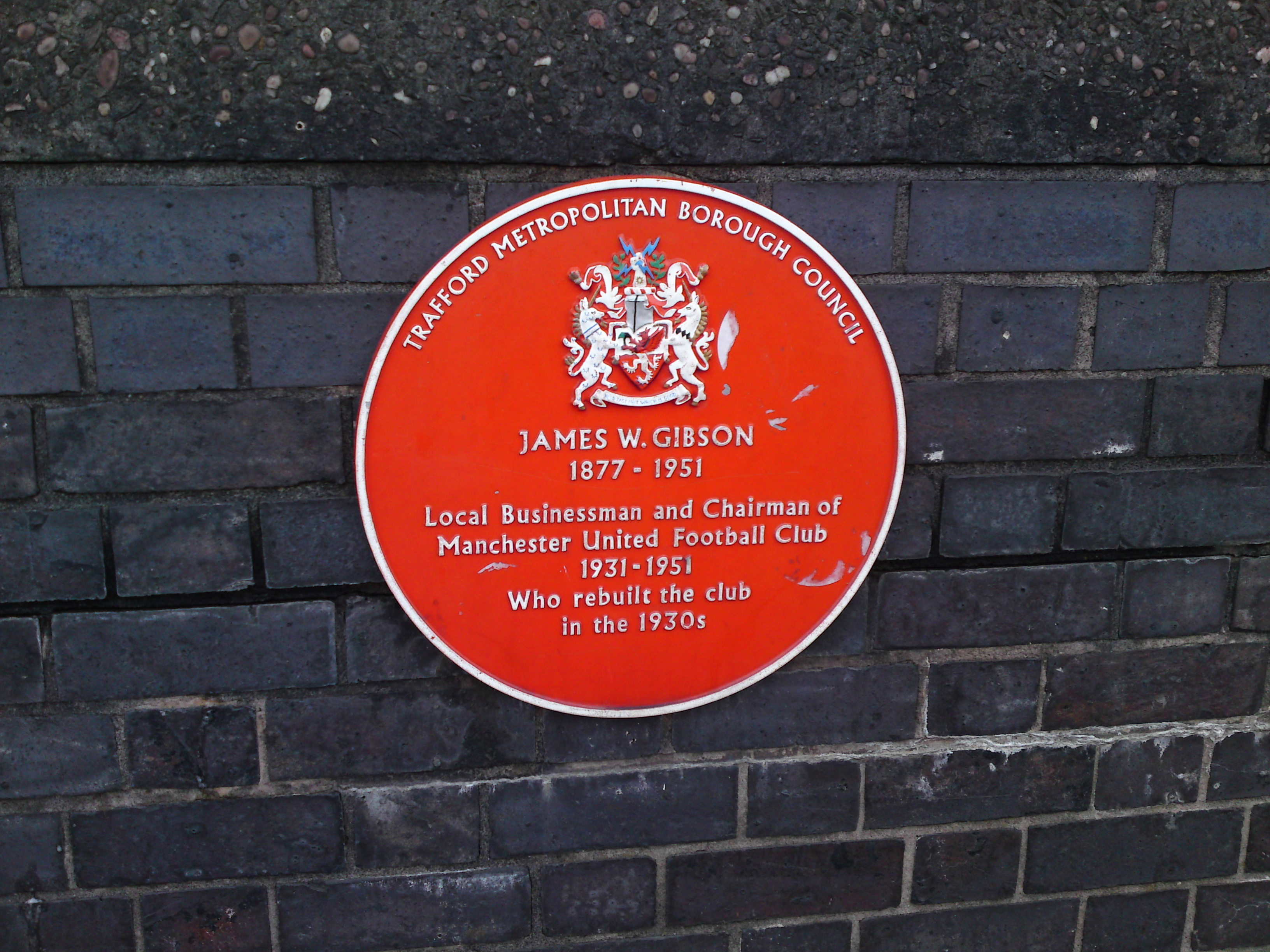
Plaque en hommage au travail de Gibson comme président de Manchester United de 1931 à 1951.

### Manchester United
À la différence de Gibson, Manchester United FC est très affecté par la Grande Dépression. Leur propriétaire précédent, John Henry Davies est mort en 1927. Gibson injecte autour de  40 000 livres sterling dans l'équipe pendant la Grande Dépression. Il a aussi financé la reconstruction de Old Trafford et a commencé la United Youth Academy. À la fin de la Seconde Guerre mondiale, il a nommé Matt Busby comme manager, mais il n'a pu voir que la victoire en FA Cup 1948, il meurt en 1951, avant l'émergence des Busby Babes.